# Partit Socialista de Catalunya-Congrés
El Partit Socialista de Catalunya-Congrés (Partido Socialista de Cataluña-Congreso) fue un partido político catalán, cuyo Congreso Constituyente tuvo lugar en noviembre de 1976 como confluencia de diversas fuerzas políticas socialistas: Convergència Socialista de Catalunya (CSC), Grup d'Independents pel Socialisme (GIS), Partit Popular de Catalunya (PPC), Secretariat Polític de Catalunya del POUM, Tendencia Socialista del PSC-ex-Reagrupament (antiguo Reagrupament Socialista i Democràtic de Catalunya), un colectivo de la línea comorerista del PSUC y alguna personalidad histórica de ERC como Josep Andreu Abelló. A su vez, Convergència Socialista de Catalunya (CSC) era ya el resultado de un proceso de confluencia anterior de diversas corrientes socialistas (Moviment Socialista de Catalunya, Moviment per a l'Autogestió i el Socialisme, Reconstrucció Socialista y militantes provenientes del Front Obrer de Catalunya, de Forces Socialistes Federals y del Grupo de no alineados de la Asamblea de Cataluña.
Su primer secretario fue Joan Reventós, y algunos de sus dirigentes fueron Raimon Obiols, Isidre Molas, Narcís Serra o Pasqual Maragall, posteriormente Presidente de la Generalidad de Cataluña.

## Inicio y visualización de su proceso constituyente
El proceso constituyente del PSC-Congrés se inició oficialmente con el conocido como "Míting de la Llibertat", que tuvo lugar el 22 de junio de 1976 en el Palau Blau-Grana del Fútbol Club Barcelona bajo el lema "Guanyem la Llibertat" (Ganemos la Libertad). Fue el primer mitin democrático autorizado desde la finalización de la guerra civil española en 1939. En el "Míting de la Llibertat" intervinieron Alexandre Cirici Pellicer (Grup d'Independents pel Socialisme), Maria Aurèlia Capmany (escritora), Elias López Blanco (trabajador de banca), Jordi Llimona (monje de la Orden de los Hermanos Menores Capuchinos y escritor), Josep Andreu Abelló (miembro fundador de ERC), Anna Balletbò (periodista), Josep Vidal -Pep Jai- (campesino y antiguo militante del Bloc Obrer i Camperol, una de las organizaciones que constituyó el POUM), Dolors Torrent (trabajadora del metal), Joan Colomines (secretario general del Partit Popular de Catalunya), Joan Reventós (miembro de la comisión permanente de Convergència Socialista de Catalunya) y Juanjo Ferreiro (trabajador del metal).

## Ideario
En el artículo 1 de sus Estatutos se definía de la siguiente forma: "El Partit Socialista de Catalunya, es una organización política de clase, de masas, nacional y democrática, de todas las personas que se proponen luchar para la consecución de una sociedad sin clases, socialista, democrática y autogestionaria en la cual hayan desaparecido cualquier signo de explotación, opresión y dominación de clase o nacional, y aceptan los principios, el programa, la línea política y los estatutos aprobados por el Congreso. Con pleno respeto para todas las creencias personales, el PSC asume el marxismo como método de análisis y transformación de la sociedad. Su ámbito territorial es Catalunya".
En las Elecciones Generales de 1977 se presenta junto a la Federación Catalana del PSOE en la candidatura Socialistes de Catalunya, producto del conocido como "Pacte d'Abril", obteniendo el 28,2 % de los votos y 15 diputados, siendo la fuerza política más votada en Cataluña.
En 1978 se fusiona con la federación catalana del PSOE y el Partit Socialista de Catalunya-Reagrupament, dando lugar al Partido de los Socialistas de Cataluña.
Publicaba el periódico L'Hora Socialista y editaba el boletín interno Company.
Su organización juvenil se denominaba "Moviment de Joves Socialistes de Catalunya".